# إيدي زيغلر
إيدي زيغلر (بالألمانية: Edi Ziegler)‏  (و. 1930  م) هو راكب دراجة هوائية ألماني، ولد في شفاينفورت، شارك في الألعاب الأولمبية الصيفية 1952، وركوب الدراجات في الألعاب الأولمبية الصيفية 1952 – رجال فردي سباق الطريق ‏. فاز بالميدالية البرونزية في الألعاب الأولمبية الصيفية 1952 التي أُقيمت في هلسنكي عاصمة فنلندا.

## روابط خارجية
- إيدي زيغلر على موقع أرشيف الدراجات (الإنجليزية)
- إيدي زيغلر على موقع إحصائيات الدراجات الإحترافية (الإنجليزية)
- إيدي زيغلر على موقع اللجنة الأولمبية الدولية (الإنجليزية)
- إيدي زيغلر على موقع أوليمبيديا (الإنجليزية)